# Johann Wysogórski
Johann Wysogórski, auch Jan Wysogórski, (* 25. Juni 1875; † 30. Januar 1952) war ein deutscher Geologe und Paläontologe an der Universität Hamburg.
Wysogórski promovierte 1900 an der Universität Breslau bei Fritz Frech. Anschließend wurde er Assistent am Institut für Geologie-Mineralogie am Hamburger Kolonialinstitut. Mit der Gründung der Universität Hamburg wurde er zum Professor für Geologie und Paläontologie berufen.
Er gehört im August 1912 zu den 34 Gründungsmitgliedern der Paläontologischen Gesellschaft. Im November 1933 unterzeichnete er das Bekenntnis der deutschen Professoren zu Adolf Hitler.

## Schriften
- Die Entwicklungsgeschichte der Brachiopodenfamilie der Orthiden im ostbaltischen Silur, Berlin 1900 (= Breslauer Dissertation)
- Führer für die Geologische Exkursion nach Oberschlesien und in die Breslauer Gegend, mit Fritz Frech, Sonderdruck aus: Zeitschrift der Deutschen Geologischen Gesellschaft; H. 4, 1904
- Mitautor: Lethaea geognostica, oder Beschreibung und Abbildung der für die Gebirgs-Formationen bezeichnendsten Versteinerungen, 1908